# کوسه گورخری
کوسه گورخری (به انگلیسی: Zebra Shark) که به کوسه پلنگی نیز شهرت دارد یکی بی آزارترین و آرامترین کوسه‌های جهان است. کوسه گورخری در طول روز در حال استراحت در ماسه‌های کف دریا دیده می‌شود و شب‌ها برای یافتن غذا به جستجو در میان درزها و شکاف صخره‌ها می‌پردازد.
در مناطقی مثل دریای سرخ و سواحل مرجانی استرالیا که جزو مراکز عمده غواصی محسوب می‌شود این کوسه‌ها با انسان مأنوس شده و از دست انسان غذا می‌خورند.
متأسفانه در سال‌های اخیر صید این کوسه بخاطر گوشت و روغن کبد آن و همچنین برای نگهداری در آکواریوم‌ها رواج یافته که بر اساس آخرین ارزیابی سازمان جهانی حفاظت از محیط زیست در سال ۲۰۰۸ این کوسه در وضعیت«آسیب پذیر (VU)» قرار دارد.تعدادی از این گونه در آکواریوم آب شور کیش نگهداری می‌شود.

## مشخصات
نام علمی: فشیتوم استگاستوما: fasciatum Stegostoma
اندازه: نر تا ۲٫۵ متر و ماده تا ۱٫۹ متر
محل زیست: کف دریاهای کم عمق (تا ۶۲ متر)
پراکندگی: سواحل اقیانوس هند و سواحل شرقی اقیانوس آرام
تولید مثل: در هر نوبت کوسه ماده ده‌ها کپسول تخم بزرگ تولید کرده و بوسیله رشته‌های چسبناک به صخره‌های زیر آب می‌چسباند.
تغذیه: از نرم تنان، ماهیان استخوانی و گاهی مارماهی‌ها